# Jacob Abels

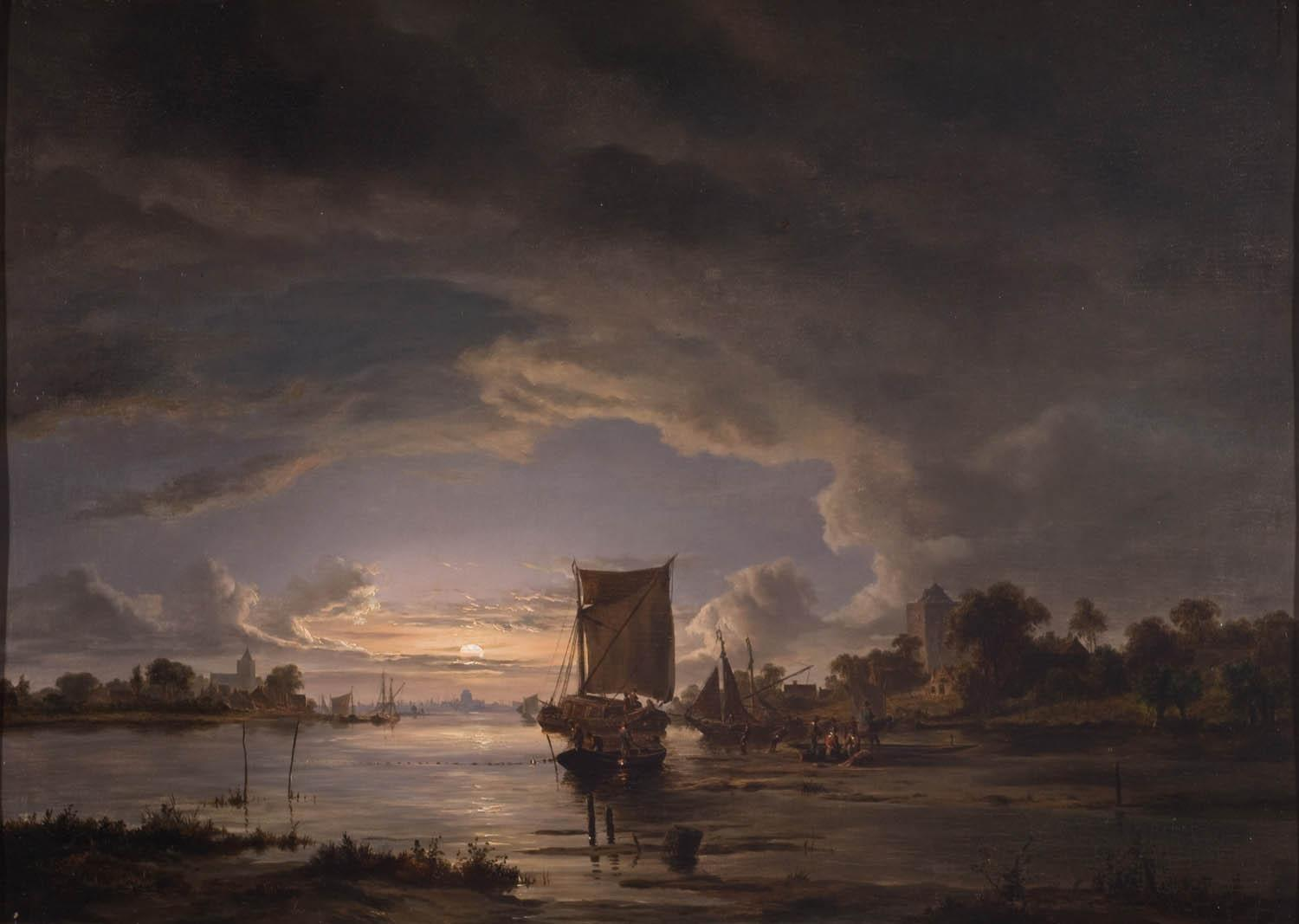
Weids rivierlandschap met zeilboot, Collectie Rademakers

Jacobus Theodorus Abels (Amsterdam, 1803 – Abcoude, 1866) was een Nederlandse kunstschilder. 

## Situering
Jacob Abels was een leerling van Jan van Ravenswaay. In 1826 maakte hij een studiereis naar Duitsland, waarna hij zich in Den Haag vestigde. Aanvankelijk schilderde hij vooral zomerlandschappen. Later onderscheidde hij zich door het schilderen van rivier-, stads- en strandgezichten, vaak bij maanlicht. Zijn landschapsschilderijen worden gerekend tot de Nederlandse romantiek.
Er hangt werk van Abels in het Teylers Museum in Haarlem.
Jef Rademakers gaf in 2009 een boek uit rond de figuur van Jacob Abels die zich specialiseerde in het schilderen van maneschijn.